# Estádio Municipal Anacleto Campanella
O Estádio Municipal Anacleto Campanella é um estádio de futebol brasileiro que pertence à prefeitura de São Caetano do Sul, São Paulo. É utilizado pela Associação Desportiva São Caetano e atualmente tem capacidade para 16744 pessoas, devido à demolição da arquibancada amarela. Já hospedou partidas de competições de âmbito nacional e internacional, como o Brasileirão Série A, Copa Libertadores da América, Copa do Brasil e Paulista Série-A1.

## História
O nome do estádio foi para homenagear o prefeito do município de São Caetano do Sul à época da inauguração, Anacleto Campanella, que foi eleito prefeito em duas oportunidades, nos anos de 1953 e 1961.
A equipe do São Caetano Esporte Clube disputava o Campeonato Paulista de Futebol da Segunda Divisão (atual A2) no início da década de 1950. Em 1954 o São Caetano Esporte Clube decidiu fazer uma fusão com a equipe do Comercial Futebol Clube que disputava o Campeonato Paulista da Primeira Divisão (atual A1), surgindo então à equipe do São Bento. Diante dos fatos o município de São Caetano do Sul possuía agora uma equipe profissional na primeira divisão do futebol paulista, foi quando o então prefeito Anacleto Campanella acelerou a construção do estádio, em 1954.[carece de fontes?]

### Estreia
A partida que inaugurou o estádio aconteceu em 2 de janeiro de 1955. O São Bento venceu o XV de Piracicaba, por 1–0. O primeiro gol do Anacleto Campanella foi marcado pelo atacante Zé Carlos, aos 30 minutos de jogo. A partida foi válida pelo segundo turno do Campeonato Paulista de Futebol de 1954.[carece de fontes?]
A festa de inauguração do Anacleto Campanella ocorreu em 13 de janeiro de 1955. A partida de comemoração foi entre São Bento e Corinthians, e terminou com a vitória do Corinthians em 3–2. Nonô abriu o placar para a equipe corintiana, aos 2 minutos de jogo e Nelsinho empatou para o São Bento aos 4 minutos do primeiro tempo. Nardo ampliou para o Corinthians aos 62 e 63 minutos e Ruiz marcou para o São Bento aos 87 minutos do segundo tempo. O árbitro da partida foi João Etzel Filho e a renda foi um montante de 152 705 CR$.
O São Bento jogou com: Narciso (Fábio); Elídio e Lamparina (Jorge); Ruiz, Savério (Rubens Almeida) (Brandão) e Diogo (Wallace); Sampaio (China), Bota, Zé Carlos (Gibi), Dema (Elson) e Nelsinho (Carlinhos). O Corinthians formou com: Gilmar (Cerri); Homero e Alan; Olavo (Riveti), Goiano (Walmir) e Roberto (Clóvis); Cláudio (Zezé), Luizinho (Gatão) (Carbone), Baltazar (Paulo), Rafael (Nardo) e Nonô (Simão).

### Estádio Lauro Gomes de Almeida

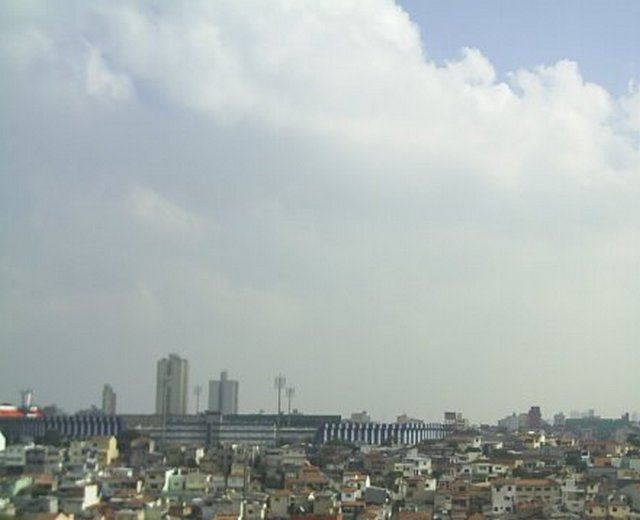
Visão do estádio em 12 de abril de 2008

Em 1964 o estádio Anacleto Campanella passou por uma grande reforma para receber os Jogos Abertos do Interior. Foi construído um complexo poliesportivo com um ginásio de esportes, um conjunto olímpico aquático, uma pista de atletismo e quadras externas de tênis e outros. O estádio municipal passou a se chamar Lauro Gomes de Almeida. O nome permaneceu por 25 anos: de 1964 a 1989. No final da década de 1950 o São Bento paralisa suas atividades esportivas e em meados da década de 1960, o Saad Esporte Clube surge, e passa a utilizar o Estádio Municipal Lauro Gomes de Almeida com o futebol profissional. No final da década de 1970 o Saad Esporte Clube recebe o estádio por comodato por dez anos. Em 1989 o comodato não foi renovado e a equipe do Saad deixa o município de São Caetano do Sul.
Iluminação do estádio
O estádio começou a receber jogos noturnos em 24 de outubro de 1978, quando foram inaugurados os refletores num amistoso entre o Saad Esporte Clube e o Esporte Clube Santo André sem gols.

### A volta de Anacleto Campanella
Com a fundação da Associação Desportiva São Caetano em 4 de dezembro de 1989, a nova equipe passa a utilizar o estádio no início de 1990 na disputa do Campeonato Paulista de Futebol de 1990 - Terceira Divisão (atual Segunda Divisão), equivalente a quarta divisão do Campeonato Paulista. O estádio volta a se chamar Anacleto Campanella fazendo parte do Complexo Poliesportivo Lauro Gomes de Almeida.
Atual estrutura física do Estádio Municipal Anacleto Campanella abaixo

## Reformas e demolições
1998/1999
A Prefeitura constrói arquibancadas (setor amarelo) e um prédio de quatro andares, do lado oposto à entrada principal, para abrigar diversos camarotes e cabines para a imprensa e acomodações para as delegações visitantes.
2000/2001
O Estádio Anacleto Campanella tem seu gramado reformado.
2007/2008
O Estádio passa por reformas estruturais de novembro de 2007 a maio de 2008. A principal foi a reforma das estruturas das arquibancadas que recebe uma espessa camada de concreto; a troca das cadeiras do setor das numeradas cobertas e da cobertura metálica, e a construção de novas cabines para a imprensa. O Estádio Anacleto Campanella recebe também um novo gramado. Com a reforma o setor vermelho e a cobertura do setor lateral fica em ordem, mas o setor amarelo não sofre reparos e permanece interditado.
2012
A Prefeitura demole a arquibancada do setor amarelo do estádio, que estava interditada desde o Campeonato Paulista de 2007, reduzindo a capacidade em 4.600 lugares.
2014
A Prefeitura demole o antigo prédio de quatro andares da imprensa e camarotes, fechado desde o Campeonato Paulista de 2009 por conter infiltrações e rachaduras.

## Capacidade atual
Dos 16744 lugares, 14833 estão liberados de acordo com os atuais laudos de engenharia exigidos pela Federação Paulista de Futebol, distribuídos em 11536 lugares no setor de arquibancadas descobertas (seções 01 e 02) e (seções 07 a 13), Arquibancada coberta 1909 (seções 14 a 16) e (seções 29 e 30), Cadeiras 820 (seções 17 a 20), (seções 25 a 28), Sócio Torcedor 436 (seções 21 a 24), totalizando 14701 a uso dos torcedores, os demais lugares ficam entre camarotes e cabines.